# Dick Cochran
Richard Lee Cochran, detto Dick (Tulsa, 23 giugno 1938), è un ex discobolo statunitense.

## Palmarès
| Anno | Manifestazione      | Sede    | Evento           | Risultato | Misura  | Note |
| ---- | ------------------- | ------- | ---------------- | --------- | ------- | ---- |
| 1959 | Giochi panamericani | Chicago | Lancio del disco | Argento   | 54,44 m |      |
| 1960 | Olimpiadi           | Roma    | Lancio del disco | Bronzo    | 57,16 m |      |